# Ескијез Сер
Ескијез Сер (фр. Esquièze-Sère) насеље је и општина у јужној Француској у региону Миди Пирене, у департману Горњи Пиринеји која припада префектури Аржеле Газо.
По подацима из 2011. године у општини је живело 375 становника, а густина насељености је износила 246,71 становника/km². Општина се простире на површини од 1,52 km². Налази се на средњој надморској висини од 700 метара (максималној 1.126 m, а минималној 659 m).

## Демографија
| 1962. | 1968. | 1975. | 1982. | 1990. | 1999. | 2011. |
| ----- | ----- | ----- | ----- | ----- | ----- | ----- |
| 443   | 465   | 503   | 443   | 500   | 464   | 375   |

График промене броја становника у току последњих година